# Leho De Sosa
Leho De Sosa (barrio Tres Ombúes, 1979) es un artista visual multidisciplinario, gestor cultural y activista uruguayo. Actualmente reside en París, Francia. Su obra abarca diversas disciplinas, como pintura, ilustración, arte digital, fotografía, videoarte, performance e instalaciones.

## Trayectoria
Formado en Ciencias de la Comunicación en la Universidad de la República de Uruguay, De Sosa inició su carrera en 2004 en el ámbito del cine y audiovisual, Es cocreador de putxs, un estudio de creación y dirección artística en París y cofundador de L.A. Contracultural conjunto a Delfina Martínez. Desde 2018, es codirector artístico y curador de la Semana de Arte Trans (SAT), un festival internacional organizado por el gobierno de la ciudad de Montevideo.
A lo largo de su carrera, Leho ha trabajado como curador y coordinador artístico en diversos festivales y proyectos de residencias artísticas y ha tenido un rol destacado en la gestión cultural, especialmente en la organización de eventos relacionados con el arte trans. En 2024, fue curador y coordinador artístico de la IV Semana de Arte Trans, un festival organizado por la Secretaría de la Diversidad de la Intendencia de Montevideo. En 2022, fue curador invitado para las exposiciones "Transur" y "Guerreras Futuras" de Sofía Saunier. También ha trabajado como director de arte en cine publicitario y en producciones cinematográficas internacionales. En 2021, trabajó como set decorator en la serie El Presidente, producida por Gaumont y Amazon Studios. Trabajó en diversos países como Chile, Puerto Rico, México, entre otros.
En 2019, publicó la historia gráfica "Furia Amarilla" que fue incluida en la revista "El Alto, Arte Cuir Latinoamericano", editada por el British Council y Outburst Arts. En el mismo año, publicó la novela gráfica "Teen Trans, Héroes sin identidad secreta", que también fue editada por el Festival d’Art et Créations Trans en Lyon, Francia. En ese mismo año diseñó la imagen gráfica para la Bienal "Beyond Homophobia" en Kingston, Jamaica, y también creó diseños para campañas sobre derechos de personas trans y migrantes, promovidas por el Ministerio de Desarrollo Social de Uruguay. 
En 2018, diseñó el visual y vestuario de "Cake Daddy", una obra queer y gordo-activista que fue presentada en el Festival Outburst Art 2018 en Belfast y en el Gay and Lesbian Mardi Gras 2019 en Sídney, Australia.
Leho ha sido también un facilitador activo en talleres y conversatorios sobre diversidad y arte. En 2021, participó en el programa "Cráter #12" en la Sala de Arte Joven de la Comunidad de Madrid y en 2020, formó parte del conversatorio "Armarios Abiertos, Diversidad Sexual en la Cultura Iberoamericana" en línea, como parte del Día Internacional del Orgullo LGBTQ+.

## Exposiciones

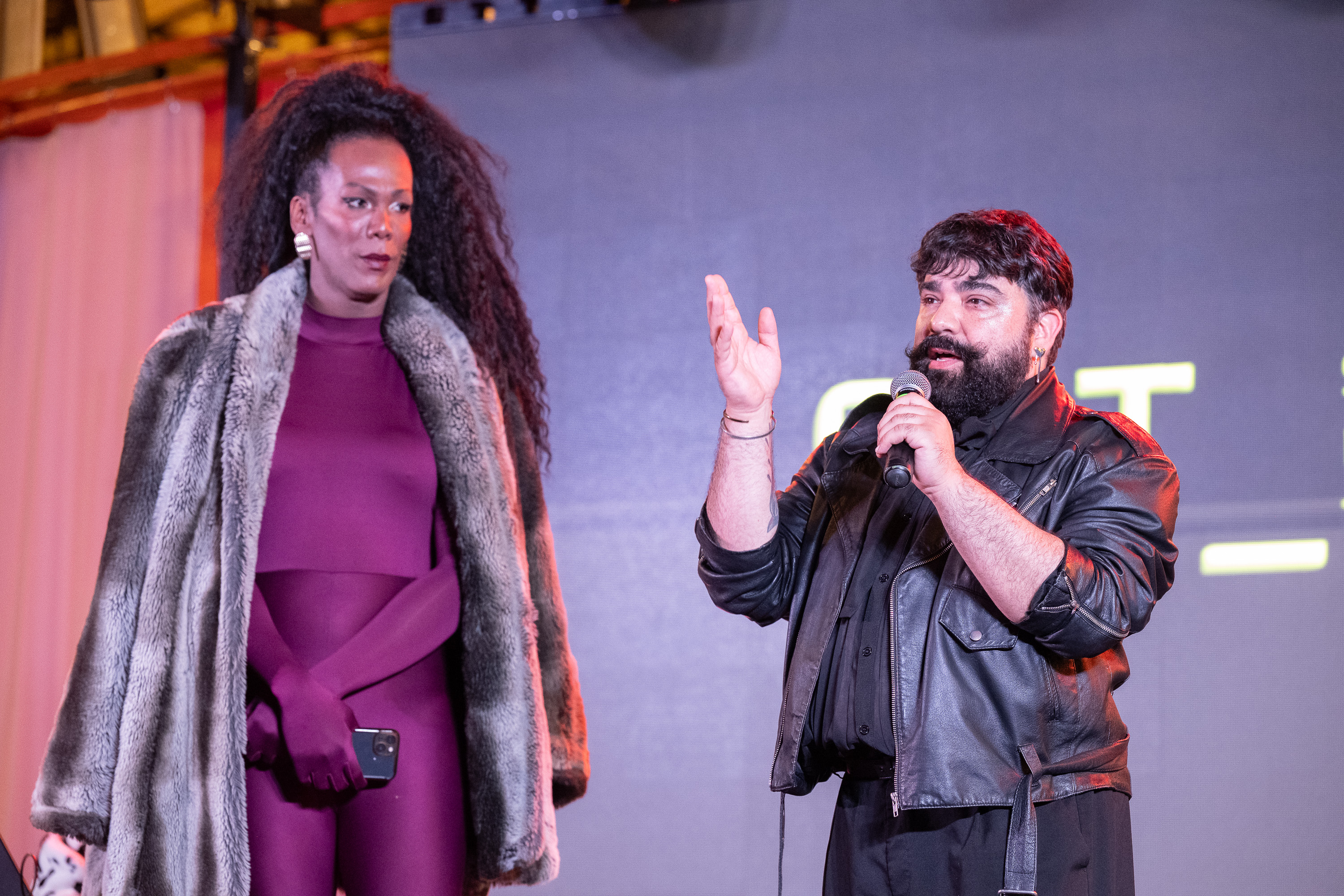
Delfina Martínez y Leho De Sosa en el Espacio Modelo en el marco de la Semana de Arte Trans (2024)

### Exposiciones Individuales
- En 2023, presentó su intervención titulada “Paris, j'ai quelque chose de gros pour ton cul” en la fiesta "Cul Béni" en París, Francia, con una escultura inflable de 10 metros que representaba un plug anal.
- En 2022, exhibió su obra "Mariconadas NFT" en el museo Museari en Valencia, España.
- En 2019, presentó su exposición "LIBERTRANS" en el Festival d’Art et Créations Trans, en el Espacio Amoour de Lyon, Francia. En el mismo año, mostró "Naïf" en la Semana de la Diversidad de Colonia, en Colonia del Sacramento y también participó en el Festival de Arte Queer en Casa Brandon, Buenos Aires, Argentina.
- En 2017, exhibió "Teen Trans, creación de obra en vivo" en la Cineteca Matadero de Madrid, España, como parte del 22.º LesGaiCineMad.
- En 2016, presentó "A Imagen y Semejanza" en el Espacio de Arte Contemporáneo, una muestra que abarcó desde el 1 de diciembre de 2016 hasta el 5 de marzo de 2017.

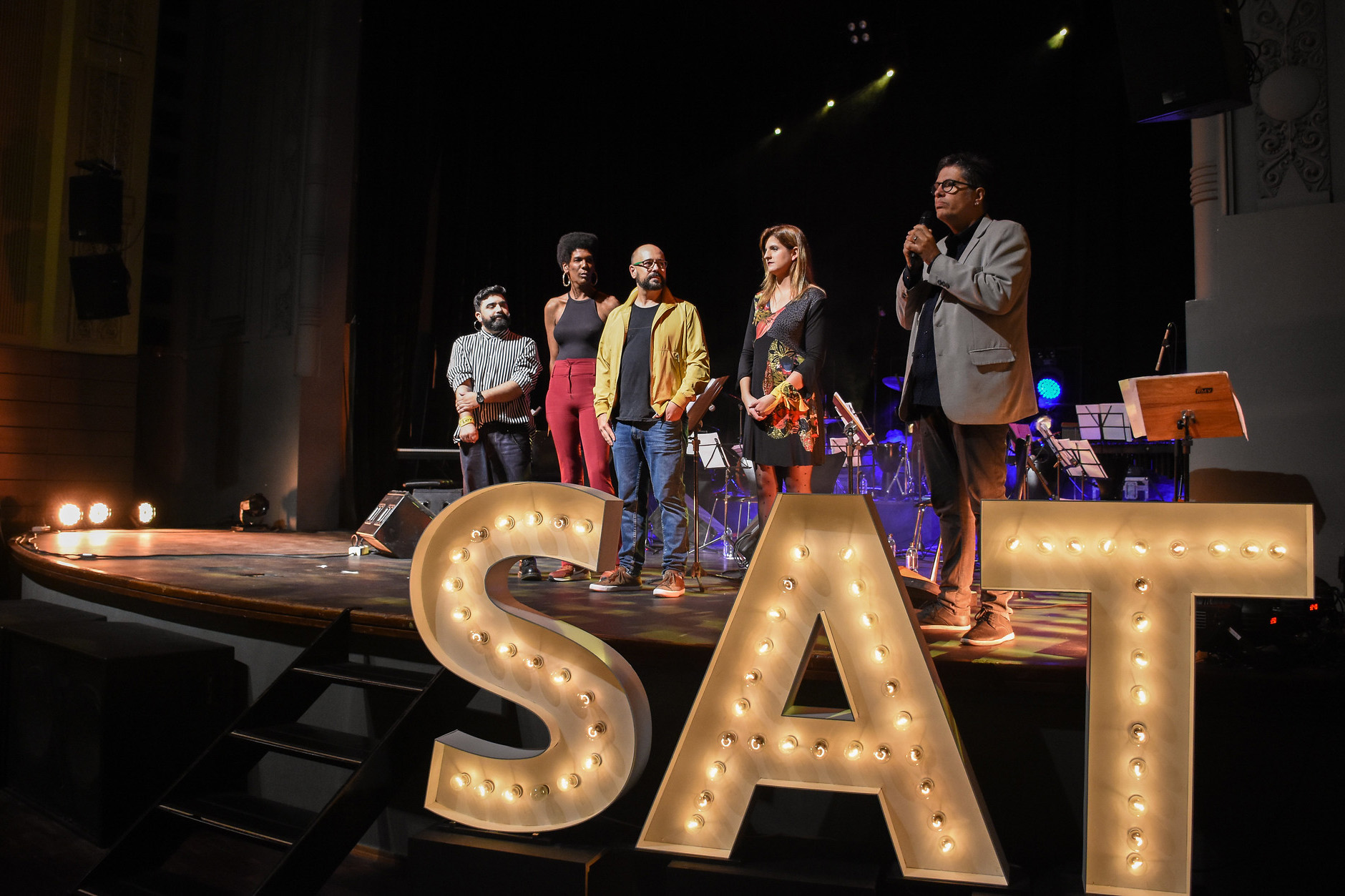
Semana de Arte Trans (2019)

### Exposiciones Colectivas
- En 2024, participó en "Museari, Queer Art 7" en el Museu de Belles Arts de Xátiva, Valencia, España, y en una muestra colectiva en Ready Art Gallery en Montevideo, Uruguay.
- En 2021, fue parte de la exposición "La Gran Conspiración" una colaboración con el artista Francesc Ruiz, presentada en la Real Academia de España en Roma Italia y en el Centro Cultural de España en Montevideo.
- En 2019, participó en "Sudakas, Décolonisations des corps" en la Bienal de Arte Contemporáneo de Lyon, y en la instalación colectiva "Orgullo, Ley Trans", presentada en el Centro Cultural de España en Montevideo.
- En 2017, fue parte de "Arte Queer Nacional" en la Semana de la Diversidad de Colonia.
- En 2016, participó en la "Exposición Colectiva, Semana de Arte Trans" en el Centro Cultural de España en Montevideo.[10]

## Festivales internacionales
- En 2022, participó en el Festival d’Art et Créations Trans en Lyon, Francia.
- En 2019, fue parte del mismo festival, y también participó en el Festival Risco en San Pablo, Brasil, y en el Festival de Arte Queer en Buenos Aires, Argentina.
- En 2017, fue invitado por el British Council al "Outburst Queer Art Festival" en Belfast, Irlanda del Norte, y al "LesGaiCineMad" en Madrid, España.

## Reconocimientos
En 2024, fue galardonado con el Premio Iberoamericano Federico García Lorca, en la categoría de Pintura, por su obra "Descanso", otorgado por la Embajada de España en Uruguay y la Intendencia de Montevideo.
En 2016, recibió el Premio de la 6.ª Convocatoria de Proyectos Artísticos del Espacio de Arte Contemporáneo, dependiente del Ministerio de Educación y Cultura por su proyecto de instalación "A imagen y Semejanza". En ese mismo año, su obra "Merienda Divertida" obtuvo el 1.er Premio en el Concurso de Arte Express "Diversidad y Familia", organizado por Llamale H en Montevideo, Uruguay.
En 2011, fue nominado a Mejor Director de Arte en Cine por su trabajo en el film Reus, en los Premios de la Asociación de Críticos de Cine del Uruguay.